# Thorfinn el Poderoso
Thorfinn Sigurdsson (1009?–-1064?), también llamado Thorfinn el Poderoso y Thorfinn el Negro, era un jarl de las Orcadas y Caithness. Era uno de los cuatro hijos del jarl de las Orcadas, Sigurd Hlodvirsson. Compartió el gobierno de las Orcadas con sus hermanos desde 1014. Su vida se encuentra registrada en la saga Orkneyinga.
La Heimskringla del historiador islandés Snorri Sturluson, y el compilador anónimo de la saga Orkneyinga, escribió que Thorfinn fue el más poderoso de los jarls de las Orcadas. Dijo que llegó a ser jarl durante setenta y cinco años y gobernó nueve condados en Escocia, las Hébridas y parte de Irlanda. Una gran parte de las saga se refiere a las guerras contra el rey de los escoceses Karl Hundason cuya identidad real es muy incierta.

## Vida
Thorfinn era el más joven de los cuatro hijos de Sigurd, pero era fruto del matrimonio con la hija de Máel Coluim mac Cináeda. Sus hermanos mayores sobrevivieron hasta la madurez, mientras que un quinto hermano del que se conoce muy poco llamado Hundi ("el perro") o Hvelp ("el cachorro") murió en Noruega. Hundi fue bautizado por Olaf con el nombre de Hlodvir (Ludovicus, Luis). 
Cuando Sigurd murió en la batalla de Clontarf, dejó cuatro hijos: Brusi, Sumarlidi, Thorfinn y Einar. Thorfinn era solo un niño de cinco años, mientras que sus hermanos ya eran adultos por lo que el condado fue dividido entre los tres hermanos mayores. No obstante, Thorfinn era el único heredero de la unión con la hija de Malcolm II de Escocia, y designado para gobernar el Señorío de Caithness por su abuelo.
La saga Orkneyinga describe con precisión a Thorfinn:
Era inusualmente alto y fuerte, un hombre más bien feo de cabellos negros, perfil afilado, una gran nariz y cejas pobladas, ambicioso para la fama y la fortuna y se desenvolvía bien en las batallas, era un buen estratega y muy valiente.
Brusi tuvo que apaciguar los ánimos cuando Thorfinn se hizo adulto y se enfrentó a Einar, en dos ocasiones. Al final, Einar conjuró la muerte de Thorfinn y Thorkel Amundason pero fue descubierto y el mismo Thorkel lo mató. El acuerdo que Brusi hizo con Einar significó que Brusi heredase otro tercio del territorio, dejando a Thorfinn con una parte del condado y Brusi con dos. Thorfinn no estaba complacido con este reparto y solicitó a Brusi la mitad, que no aceptó. No obstante, Thorfinn pudo contar con la ayuda del abuelo materno, Máel Coluim mac Cináeda, mientras que Brusi solo podía contar con sus propios recursos.
Para conseguir apoyos, Brusi viajó a Noruega, a la corte del rey Olaf Haraldsson, teniendo el condado ya compartido y siguiéndole Thorfinn de cerca. Olaf se quedó con la parte de Einar, designando a Brusi como administrador, y protegiendo al hijo de Brusi Rögnvald Brusason en su corte.
El acuerdo con Olaf Haraldsson fue firme mientras mantuvo la corona. Pero en 1028 fue destronado por el rey danés Canuto el Grande y las Orcadas fueron pasto de incursiones, una tras otra por noruegos y daneses. Brusi cedió el disputado tercio de las islas a cambio de tener a Thorfinn como aliado para la defensa de las Orcadas y Shetland. Al morir Brusi, en elgún momento entre 1030 y 1035, Thorfinn fue el único gobernante del condado. Como resultado, Thorfinn mantuvo el condado de Caithness del rey de Escocia y las Orcadas del rey de Noruega. 
A su muerte, le sucedieron como jarls de las Orcadas sus hijos Pablo y Erlend Thorfinnsson.
Thorfinn fue enterrado en el camposanto de la Iglesia de San Magnus, Birsay, Mainland. Históricamente se le conoce como Thorfinn el Poderoso, y en el esplendor de su poder logró dominar las Orcadas, Shetland, Hébridas, Caithness y Sutherland, y su influencia se extendía más allá del norte de Escocia. La saga Orkneyinga menciona que llegó a controlar totalmente hasta siete condados en Escocia, y como no había muchos más en aquel momento parece que incluso se pudo hablar de un rey de todos los escoceses; es más probable, no obstante, que ese control se debiera a las alianzas con su hermanastro o primo (los historiadores todavía debaten sobre el parentesco) Macbeth de Moray, rey de Escocia.